# Victor Pfeiff
Victor Pfeiff, född 1829, död 1901, var en svensk teosof, översättare och författare.
Pfeiffs eget författarskap tycks ha inskränkt sig till ett tunt häfte Diktförsök af V....r (Upsala, 1850). Bland hans översättningar från engelska och franska återfinns filosofiska och sociologiska klassiker av Ralph Waldo Emerson och Herbert Spencer, men framför allt ett stort antal teosofiska skrifter. Pfeiff var medlem av Teosofiska samfundet och redigerade 1882-1886 tidskriften Sanningssökaren och från 1891 Teosofisk tidskrift.

## Översättningar (urval)
- Ralph Waldo Emerson: Representanter af menskligheten (Representative men) (Edquist, 1862)
- Alexandre Rodolphe Vinet: Kyrkofriheten (La liberté des cultes) (Edquist, 1863)
- Mathieu Auguste Geffroy: Gustav III och franska hovet (Gustave III et la cour de France) (1864)
- Theodore Parker: Theodor Parker's samlade skrifter (Edquist, 1866-1874) [tio band]
- William Makepeace Thackeray: Snobbarnes historia (Edquist, 1875)
- Herbert Spencer: Inledning till samhällsläran (The study of sociology) (Björck, 1880-1881)
- Friedrich Max Müller: Religionens ursprung och utveckling med särskild hänsyn till Indiens religioner (Looström, 1880)
- Herbert Spencer: Utvecklingsläran (System of synthetic philosophy. Vol. l, First principles) (1883)
- John Richard Green: Engelska folkets historia (1885-1887)
- Alfred Percy Sinnett: En sierskas öden och märkliga tilldragelser i madame Blavatskys lif (Beijer, 1887)
- Mary Augusta Ward: Robert Elsmere (Seelig, 1889-1890)
- Helena Blavatsky: Nyckel till teosofien: en klar framställning af den sedelära m. m. för hvars studium det teosofiska samfundet blifvit stiftadt (översatt tillsammans med Axel Frithiof Åkerberg) (Teosofiska bokförlaget, 1890)
- Anna Kingsford: Ur drömlifvet : drömmar och drömberättelser (Teosofiska bokförlaget, 1891)
- Ignatius Donnelly: Den gyldene flaskan eller berättelsen om Ephraim Benezet från Kansas (The golden bottle or The story of Ephraim Benezet of Kansas) (Looström, 1893)
- Annie Besant: Döden - och sedan? (Teosofiska bokförlaget, 1893)
- T. R. Allinson: Om reumatismen: dess orsaker, kännetecken och behandling (Chelius, 1896)
- Elisabeth d'Espérance: Skuggornas land eller Ljus från andra sidan (Shadow land, or, Light from the other side) (Richters bokhandel, 1898)
- Howard Williams: Vegetarismen såsom lifsåskådning hos några dess förnämsta förkämpar i såväl gamla som nyare tider (Ur The ethics of diet) (Wilhelmsson, 1900)
- Edward Bulwer-Lytton, 1:e baron Lytton: Pompejis sista dagar (Nordiska förlaget, 1912)